# Raheem Morris
Pour les articles homonymes, voir Morris.
Raheem Morris (né le 3 septembre 1976 à Irvington) est un entraîneur américain de football américain. 
Il est l'actuel entraîneur principal des Falcons d'Atlanta dans la National Football League (NFL).

## Carrière

### Université
Morris étudie à l'université d'Hofstra et joue au poste de safety. À la fin de son cursus, il refuse de tenter une carrière de footballeur professionnel et décide de faire carrière comme entraîneur après être sorti diplômé en éducation physique.

### Entraîneur
Dès son diplôme, il reste à Hofstra et devient un nouveau membre du staff et assistant. Néanmoins, il n'y reste qu'une année avant de partir entraîner les defensive backs et l'équipe spéciale des Big Red de Cornell mais là aussi il n'y fait qu'une saison avant de repartir pour Hofstra.
En 2002, Morris est appelé par les Buccaneers de Tampa Bay pour devenir contrôleur de la qualité défensive dans une saison où les Buccs sont la meilleure défense de la saison et remporte le Super Bowl XXXVII, le premier de l'histoire de la franchise. Il continue de monter dans la hierarchie au fur et à mesure que les saisons passent. Néanmoins, en 2006, il retourne en NCAA pour devenir coordinateur défensif des Wildcats de Kansas State, entraîné par Ron Prince. 
Avant le début de la saison 2007, Morris revient à Tampa Bay comme entraîneur des defensive backs, remplaçant Greg Burns et l'équipe va devenir la meilleure défense de la ligue sur des passes. En décembre 2008, Morris est annoncé comme nouveau coordinateur défensif pour la prochaine saisons après que Monte Kiffin est annoncé vouloir rejoindre les Titans du Tennessee la saison prochaine. Le 16 janvier 2009, l'entraîneur des Buccs Jon Gruden est renvoyé de son poste et Morris est nommé nouvel entraîneur principal alors que beaucoup de rumeurs l'annonçait chez les Broncos de Denver.
Le début de saison 2009 est catastrophique avec sept défaites pour autant de matchs et la première victoire arrive lors de la neuvième journée contre les Packers de Green Bay. Le 24 novembre 2009, Morris décide de relever Jim Bates de ses fonctions de coordinateur défensif et prend le poste. Tampa Bay termine avec un score de 3-13. Le club se relève néanmoins en 2010 en terminant avec un 10-6 et Morris devient le premier entraîneur de l'histoire, depuis la fusion AFL/NFL de 1970, à avoir un score positif après avoir intégré dix rookies à l'effectif. Néanmoins, même si la saison 2011 démarre bien avec un 4-2, Tampa ay perd tous les autres matchs pour conclure sa saison à 4-12. Le 2 janvier 2012, il est viré de son poste d'entraîneur et de coordinateur défensif.
Le 11 janvier 2012, les Redskins de Washington annonce l'arrivée de Morris comme nouvel entraîneur des defensive backs.
En octobre 2020, après le limogeage de Dan Quinn de son poste d'entraîneur en chef des Falcons, Morris est nommé entraîneur en chef par intérim.